# Джуджа
Джу́джа — це місто в окрузі Кіамбу в Кенії. Це базове місто для Університету сільського господарства і технологій Джомо Кеньятта (JKUAT). Це також центр виборчого округу Кіамбу, який наразі в парламенті представляє Гон Френсіс Мунья Ваїтіту.
У місті знаходиться головна штаб-квартира відомої хостинг компанії, Shujaa Host. Вона була визнана найкращою у своїй сфері у 2019 році.
У Джуджі також є Джуджа Сіті Молл, підготовча школа Джуджі, Вища школа Мангу та підрозділ Тіка магістраль.
У Джуджі також розташовується Truehost Cloud, компанія, що надає хостинг і домен реєстрацію.
Місто розташоване приблизно за 30 кілометрів на північ від Найробі між містами Тіка і Руїру. Найробі бізнес-парк розташований в околицях цього міста. Слід мати на увазі, що Джуджа — це місто, яке обране в рамках програми Nairobi Metropolitan Authority, яка реалізується в рамках «Майбутнє Кенії 2030».
У місті мешкає 40446 осіб (перепис 2009).

## Історія міста Джуджа
Особисті записи з Меморіальної бібліотеки імені Макміллан свідчать про те, що приблизно в 1900 році, коли лорд Вільям Нортроп Макміллан прибув до Найробі, він мав при собі дві статуетки, які він купив у Західній Африці. Він розповів, що одна була Джу, а інша була Джа, і попросив зберегти їх, щоб вони не попсувалися у морі.
Тоді Макміллан зупинився на дорозі в Тіка, де він купив близько 19 000 акрів. На той час нікому не дозволялося володіти більш ніж 5000 акрів. У приватному порядку він пояснив, що це сила статуеток Джу і Джа. Таким чином він назвав цю велику ділянку Джу-Джа-Фарм.
Через численні забобони, які оточували ферму Джуджа, вона набула славу забороненої зоні, і місцеві жителі боялися ступити на цю землю, яку вони вважали поробленої. В результаті, дружина Макміллана взяла дві статуетки з дому і поховала їх у долині Ндаругу, неподалік від міста Тіка. У підсумку назва Джуджа увійшла в аннали колоніальної історії в Кенії, не поступившись своїй колишній назві Віру уа Ндаругу на рівнині Ндаругу. (Надано: У Діловій щоденній [Архівовано 25 грудня 2019 у Wayback Machine.] газеті)

## Більше функцій міста Джуджа
Джуджа також слугує штаб-квартирою для низки організацій, таких, як Straight Security, приватна охоронна компанія, яке забезпечує фізичну охорону всіх куточків Кенії, Senate Hotel, 3-зірковий готель, Glowbal TechXperts limited; Технологічна компанія, що належить The Glowbal Group Holdings, The Ksh 1,7 млрд Джуджа Сіті Молл, що знаходиться в стадії розробки і Водогосподарська компанія Руїру Джуджа (RUJWASCO), обслуговуюча компанія, що забезпечує водопроводом і каналізацією Руїру, Джуджа і околиці в окрузі Кіамбу.